# ブリッツガンダム
ブリッツガンダム (BLITZ GUNDAM) は、コズミック・イラ (C.E.) 年代を舞台とする「ガンダムSEEDシリーズ」第1作として2002年 - 2003年に放送されたテレビアニメ『機動戦士ガンダムSEED』に登場する架空の兵器。「ガンダムシリーズ」で主流となっている人型ロボット兵器「モビルスーツ 」(MS) の1機で、作中勢力のひとつである地球連合軍が開発した5機の試作機のうち、特殊な光学迷彩機能を搭載したステルス機。作中序盤で敵国家であるプラントの軍事組織ザフトに強奪され、その作戦に参加したニコル・アマルフィの搭乗機となる。
名称の「ブリッツ」はドイツ語で「電撃」を意味する。作品の公式ウェブサイトやメディア、関連商品では「ブリッツガンダム」と公称されるが、作品内の設定ではほかの同型機とともに固有名の「ブリッツ」が正式名称となる。
当記事では、公式外伝となるアニメーション作品や漫画・小説作品などに登場する各バリエーション機の解説も行う。

## デザイン・設定
メカニックデザインは大河原邦男が担当した。設定担当の下村敬治はインタビューに際し、「ブリッツガンダムの武装構成は監督である福田己津央のアイデアである」と語っている。
フリーライターの杉村美奈からは、「レーザーに反応せず透明の輪郭だけのところから、急に圧の感じる黒塗りが現れる強そうな感じがたまりません！」と評されているほか、グラビアアイドルの小日向ゆかには「宇宙に真っ黒い機体というのが、闇を感じる」「母艦の中にいるときもめちゃめちゃカッコいい」と評されている。

## 設定解説
地球連合所属国家の大西洋連邦が、オーブ連合首長国公営企業モルゲンレーテ社の技術協力のもと、資源コロニー「ヘリオポリス」で極秘開発した5機の試作型MS（初期GAT-Xシリーズ）の1機。これら5機には、汎用型の「X100系」、X100系の特殊仕様である「X200系」、根本的な設計概念が異なる変形用の「X300系」のいずれかのフレームが内部骨格に使用されており、電力消費と引き換えに実弾や物理的打撃を無効化する「フェイズシフト装甲」（PS装甲）や、MS用小型ビーム兵器といった開発当時のザフト製MSにはなかった技術も採用されている。
X-200系列の本機は、「ブリッツ」（電撃）の名通りに敵陣深くへの電撃侵攻を目的としており、ほかの4機にはない試験的兵装を駆使した高い格闘能力を発揮する。そして最大の特長が、機体表面に定着させた特殊粒子によって視覚的にも電子的にも外部からの探知を不可能にするミラージュコロイド・ステルスシステムであり、X-200系フレームが採用された理由でもある。このシステムに合わせて機体本体の固定火器は廃止され、装甲構成の最適化がなされている。なお欠点としては、電力消費が多く連続使用時間が80分 - 85分に制限される、PS装甲との併用ができず防御力が低下する、スラスター移動時にノズル周りの粒子が吹き飛ばされて熱源探知されるリスクがある、またこれによって移動の速度と範囲が制限されることなどがあり、使用には状況に応じた適切な判断が求められる。
のちの派生機として、本機の実験機と105ダガーをベースとしたNダガーNが開発される。

### 武装
攻盾システム「トリケロス」
右腕に装備された複合武装。実験的兵装を多数装備するために考案されたもので、シールドの裏面に50mm高エネルギービームライフルとビームサーベル、その下部に炸裂式の3連装超高速運動体貫徹弾「ランサーダート」を搭載し、攻守の切り替えをすばやく行うことができる。アニメ『機動戦士ガンダムSEED』第29話（リマスター版第27話）では、手持ちの槍として使用されている。ライフルとサーベルは盾と一体化した状態で使用されるが、ランサーダートは外して手持ち槍として使用される場合もある。
なお、ランサーダートは後の映画『機動戦士ガンダムSEED FREEDOM』に登場するデュエルブリッツに搭載された新型アサルトシュラウドにも、武装として採用されている。
ピアサーロック「グレイプニール」
閉じると細い三角錐のような形状になる3本の開閉式クローを備えたロケットアンカーを、左腕から有線で射出する装備。クロー後部に内蔵されたブースターにより、射出後の軌道変更を可能とする。攻撃だけでなく、敵の捕獲や自機の固定にも使用される。

### 劇中での活躍
ヘリオポリスを襲撃したザフトのラウ・ル・クルーゼ隊によって、イージス、バスター、デュエルとともに強奪され、作戦時に本機に登場したニコル・アマルフィが専任パイロットとなる。
そのままほかの系列機とともに地球連合軍のアークエンジェルを追撃し、ユーラシア連邦の宇宙要塞「アルテミス」に逃亡した際は、ミラージュコロイドを駆使した潜入工作でアルテミスの光波防御システムを無力化し、その隙に本隊による要塞侵攻と破壊の口火を切る。連合軍第8宇宙艦隊との低軌道会戦でも、機体特性を駆使して多数の艦艇を沈める活躍を見せる。
地球降下後もアスラン・ザラ率いる「ザラ隊」の一角として奮戦するが、オーブを出港したアークエンジェルとの戦いでは、キラ・ヤマト駆るストライクに右腕と武装を斬り落とされ、PSダウンしたアスランのイージスを守るためにランサーダート1本を抱えてストライクに突撃するが、相手がとっさに構えた対艦刀「シュベルトゲベール」をコックピットに押し当てられ、ニコルもろとも爆散する。。
外伝の『SEED ASTRAY』では、この対ストライク戦時に切断された右腕がオーブ軍に回収されており、改修中だったアストレイ ゴールドフレーム天に移植される。
『機動戦士ガンダムSEED Re:』では、ディンの主翼を流用した大気圏内用の飛行装備が登場。デュエル用と基本的に同じであるが、二対の鉤爪状の補助翼が追加されており、背部アームを展開して敵を拘束後、コロイド技術を使って敵の電力を強制放電・自機に吸収することができる。

### コピー機
外伝『機動戦士ガンダムSEED DESTINY ASTRAY B』に登場。「カーボンヒューマン」と呼ばれる複製人間で構成される組織「ライブラリアン」の所有機で、同組織に所属するリリー・ザヴァリーのひとりが搭乗する。基本部分は原型機と同一であるが、PS装甲が白基調に紫と黄の差し色を施した独自色になっている。これは、原型機の完成後も発展し続けている技術を投入した結果によるもので、電圧調整で発色を変化させるVPS装甲が採用されている。
カラーリングはイラストレーターのHIRONOXが担当した。

## ネロブリッツガンダム
外伝漫画『機動戦士ガンダムSEED C.E.73 Δ ASTRAY』に登場。デザインはビークラフトの新谷が担当している。
設定解説
地球連合軍第81独立機動群「ファントムペイン」が、「アクタイオン・プロジェクト」にもとづいて再製造されたブリッツの改修機。型式番号の「SR」は「ステルス・リーインフォースメント：Stealth Reinforcement（隠密性強化）」の略で、機体名の「ネロ」はイタリア語の「黒」を意味する。パイロットはダナ・スニップ中尉。
原型機の実質的量産型であるNダガーNの技術が使用され、ユニウス条約違反である核エンジンが搭載されたことで、ミラージュコロイドの限界時間も実質的に消滅している。基本的な運用戦術は原型機と共通しているが、本機ではさらなる近接格闘能力の向上を目的とした改修が加えられている。
原型機のトリケロスは搭載武装をランサーダートのみに絞ったうえで左腕側に移設され、空いた右腕にはダミーバルーンなどの各種弾頭が装填された6連ランチャーと格闘用クローが新設されている。そして最大の変更点として、PS装甲をも握りつぶす大型クロー1基と小型クロー3基、パイルバンカーを備えた可変アームユニットが背部に増設されている。さらにこのユニットには、内部に充填された液化金属で表面を覆って屈折率を変化させる「クリスタル化」機能が備わっており、ユニット自体を不可視の攻撃手段としたり、敵から受けたビームを任意方向に送り返したりといった芸当が可能。ただし、屈折率の変化に伴い内部物質が劣化するため、使用回数には制限がある。

### 劇中での活躍（ネロ）
同僚のエミリオ・ブロデリック中尉が搭乗するロッソイージスとともに、アグニス・ブラーエたちマーシャンの母艦であるアキダリアを殲滅せんと迫る。機体能力を生かしてマーシャンたちを追い詰めるが、ジェスの介入やエミリオの敗北など、立て続けに不利な状況に陥り、ミラージュコロイドを使って撤退しようとした直後に、ジェスの援護を受けたディアゴのマーズジャケットに敗北する。残された機体はジャンク屋組合によって回収され、技術検証と並行して修復が行われる。

## ネブラブリッツガンダム
外伝小説『機動戦士ガンダムSEED VS ASTRAY』に登場。
複製人間の「カーボンヒューマン」たちで構成される組織「ライブラリアン」がブリッツを独自改修・再設計した機体。パイロットのリリー・ザヴァリー自身が同一遺伝子をもとに計20人生み出されたことと、これを生かした戦術を実行するために同数の20機が量産されている。型式番号冒頭の「LN」は「ライブラリアン・ネブラ」の略で、「ネブラ」はラテン語で「霧」を意味する。原型機と異なる赤いPS装甲色が特徴で、これはグゥド・ヴェイアと同じパーソナル・カラーを希望したリリーの希望によるもの。
頭部通信機能の強化とともにマスク部に廃熱スリットが追加され、従来のミラージュコロイドシステムを強化した「ミラージュコロイドテレポートシステム」を装備する。初見では名称通りに機体が瞬間移動（テレポート）しているかのように見えるが、実際は戦闘エリアに複数存在する同型機の1機がミラージュコロイドで姿を消し、別場所にいるもう1機がコロイドを解除して姿を現すことで瞬間移動しているように誤認させている。ただしこの機能の再現には、複数のリリー同士に備えられた「量子通信」能力が必要不可欠となる。
武装は改修前のものを継続装備しつつ、ライブラリアン機共通の特徴であるストライカーパック用プラグが背部に増設され、用途に合わせた換装が可能である。基本装備として、アストレイ ゴールドフレーム天ミナとの融合をコンセプトに製造されたマガノイクタチストライカーが装着されており、さらに右腕と右腰にランサーダートの予備弾頭、左腕か左腰にツムハノタチをそれぞれ装備することが可能である。